# 薩德基拉沙達爾烏帕齊拉
薩德基拉沙達爾乌帕齐拉是孟加拉国薩德基拉縣的一个乌帕齐拉，位於庫爾納专区的薩德基拉縣。。

## 人口
據1991年孟加拉國人口普查，薩德基拉沙達爾共有戶數61,839戶，人口344444人。其中男性佔比51.30%，女性佔比48.70%；成年人口176,670人。該地7歲以上人口之平均識字率為34.6%。